# 伊達口罩

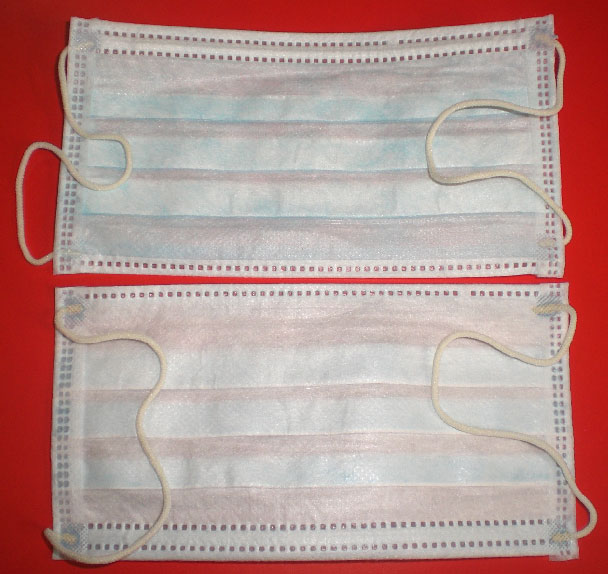
普通醫用口罩

伊達口罩（日语：〔〕 Date masuku */?，可理解為裝飾口罩）是日本的社會現象，指一個常戴口罩的人使用口罩並非為了自身健康，如透過覆蓋口部和鼻子，防止細菌、花粉、粉塵等進入体内，而是出於其他目的，當中甚至有人稱自己「只會在吃飯、洗澡、睡覺時完全取下（口罩）」。若一個人長期這樣戴口罩，則又稱口罩依賴症（日语：／），而擺脫「伊達口罩」的行為就叫「戒除口罩」（マスク断ち）。
2010年1月16日，書籍《最近的年輕人為何沒用》（近頃の若者はなぜダメなのか）發售，就職於博報堂若者研究所的作者原田曜平在其中介紹了「伊達口罩」。2011年，《朝日新聞》報道指日本的10-20歲年輕人中，不论男女都有這樣戴口罩的風潮，之後又透過採訪了解到亦有不同年齡段的成人戴「伊達口罩」。而自新型冠狀病毒疫情爆發以來，日本民眾開始自覺戴口罩，以防止病毒入侵。然而日本政府於2022年5月提出室外無需戴口罩以來，仍然有相當一部分人繼續戴口罩。根據《產經新聞》2022年10月發佈的一項調查，在1031名受訪者中，42.3%表示「擔心周圍人的目光」，13.9%表示「不願在其他人面前露臉」。
由於戴「伊達口罩」的人當中，有的人最開始的目的是預防流感或花粉症，故要準確分辨一個人戴的到底是不是「伊達口罩」並不容易。有調查指澀谷中心街大約3成戴口罩的人戴的都是「伊達口罩」。

## 目的
有戴「伊達口罩」的人及推動者表示，他這樣做是因為：
- 總之感覺更安穩[3]。
- 如果不戴口罩，被訓斥時會還嘴[3]。
- 不喜歡自己長的樣子[3]。
- 可以隱藏面部，避開別人視線，感覺更安心[3]。
- 遇見不想見面的熟人時，可避免被對方發現自己的想法[6]。
- 可避免與別人說話[9]。
- 這樣說話時不會害怕[9]。
- 亂想想到偷笑也不會被發現[9]。
- 戴口罩可以變得好看[9]。
- 避免他人發現自己工作時犯睏[8]。

## 心理学分析
在聖学院大学人間福祉学部研究心理測試方面的准教授山田麻有美認為：「戴伊達口罩的人十分在意他人目光。感覺與以前的顏黑及目力化妝潮流類似。」
博報堂生活綜合研究所分析員原田曜平指：「習慣於透過郵件、SNS等在網上交流的年輕人戴上了『伊達口罩』。人與人之間的交流本來是結合語言發音及對方表情理解，但若只在電話及電腦上用文字溝通，就不會有這種事情，雙方交流時都可以隱藏真實想法。習慣了這一點的年輕人，害怕自己的真實想法被他人知道，亦不希望別人掌握自己的弱點，不是嗎。」
國際醫療福祉大學臨床心理学專業的教授及教育評論家和田秀樹表示：「逃避現實中交流的症状與社會恐懼症相近，而為避免成為蟄居族，他們戴上口罩外出，口罩對他們而言是一種防衛装置。一旦習慣隱藏表情，就會開始依賴口罩。」

## 延伸閲讀
- 菊本裕三. . 扶桑社. 2011-06  [2020-01-20]. ISBN 978-4594064235. （原始内容存档于2017-07-08）.

## 註解
1. ↑  2011年3月，《女性Seven》在澀谷中心街對100位戴口罩的10-40歲人士進行問卷調查，其中31人戴的是「伊達口罩」。
2. ↑  日本年輕女性將頭髮染成金色或橙色，皮膚塗成黑色的潮流，主要流行於1990年代後半至2000年初。
3. ↑  致力於令眼睛看起來更炯炯有神的化妝術。

## 外部連結
- . . 2011-04-25  [2011-05-05].[]